# ティモシー・B・シュミット

イーグルスで演奏するシュミット（右端・2008年）

ティモシー・ブルース・シュミット（Timothy Bruce Schmit、1947年10月30日 - ）は、アメリカ合衆国のミュージシャン。1970年代にポコやイーグルスのベーシストとして活動したことで知られる。

## 来歴
オークランドで生まれ、その後、サクラメントに移る。15歳の頃に地元で音楽活動を開始。1970年、カントリー・ロック・バンド、ポコにランディ・マイズナーの後釜として加入。ポコでの活動と並行して、スティーリー・ダンらとも共演した。1978年、イーグルスに加入。この時もランディ・マイズナーの後釜であった。ティモシーは、アルバム『ロング・ラン』（1979年）収録曲「言いだせなくて (I Can't Tell You Why)」でリード・ボーカルを担当し、同曲はシングルとして全米8位のヒットとなった。
イーグルス解散後にソロ活動を開始。1982年、映画『初体験/リッジモント・ハイ』にザ・タイムスのカヴァー「なぎさの誓い」を提供し、日本ではミニコンポのCMにも使用され人気となった。1984年、初のソロ・アルバム『プレイン・イット・クール』発表。1992年にはリンゴ・スター・アンド・ヒズ・オールスター・バンドのツアーにも参加した。1993年、イーグルスの再結成に参加。
更に、TOTOやエルトン・ジョンなど、様々なアーティストの作品でバッキング・ボーカルを担当している。

## ディスコグラフィ

### スタジオ・アルバム
- 『プレイン・イット・クール』 - Playin' It Cool (1984年)
- 『ティモシー・B.』 - Timothy B (1987年)
- 『テル・ミー・ザ・トゥルース』 - Tell Me The Truth (1990年)
- 『フィード・ザ・ファイア』 - Feed The Fire (2001年)
- 『エクスパンド』 - Expando (2009年)
- Leap of Faith (2016年)
- Day By Day (2022年)

### シングル
- 「ソー・マッチ・イン・ラヴ」 - "So Much in Love" (1982年)
- 「プレイン・イット・クール」 - "Playin' It Cool" (1984年)
- 「ボーイズ・ナイト・アウト」 - "Boys Night Out" (1987年)
- "Don't Give Up" (1988年)
- "Red Dirt Road" (2016年)
- "The Good Fight" (2019年) ※featuring シェリル・クロウ
- "Cross That Line" (2020年)
- "Simple Man" (2022年)
- "Heartbeat" (2022年)